# Deinanthe caerulea
Espèce
Synonymes
- Hydrangea caerulea Deinanthe caerulea Stapf, 1911 (préféré par NCBI)[2]

Deinanthe caerulea est une espèce de plantes de la famille des Hydrangeaceae.